# Russian Mission Airport

i7
i11
i13
Der Russian Mission Airport (IATA-Code: RSH, ICAO-Code: PARS) ist ein Flughafen in Alaska.
Er besteht aus einer Schotterpiste und einem Wasserflugplatz im Yukon River beim Ort Russian Mission.

## Zwischenfälle

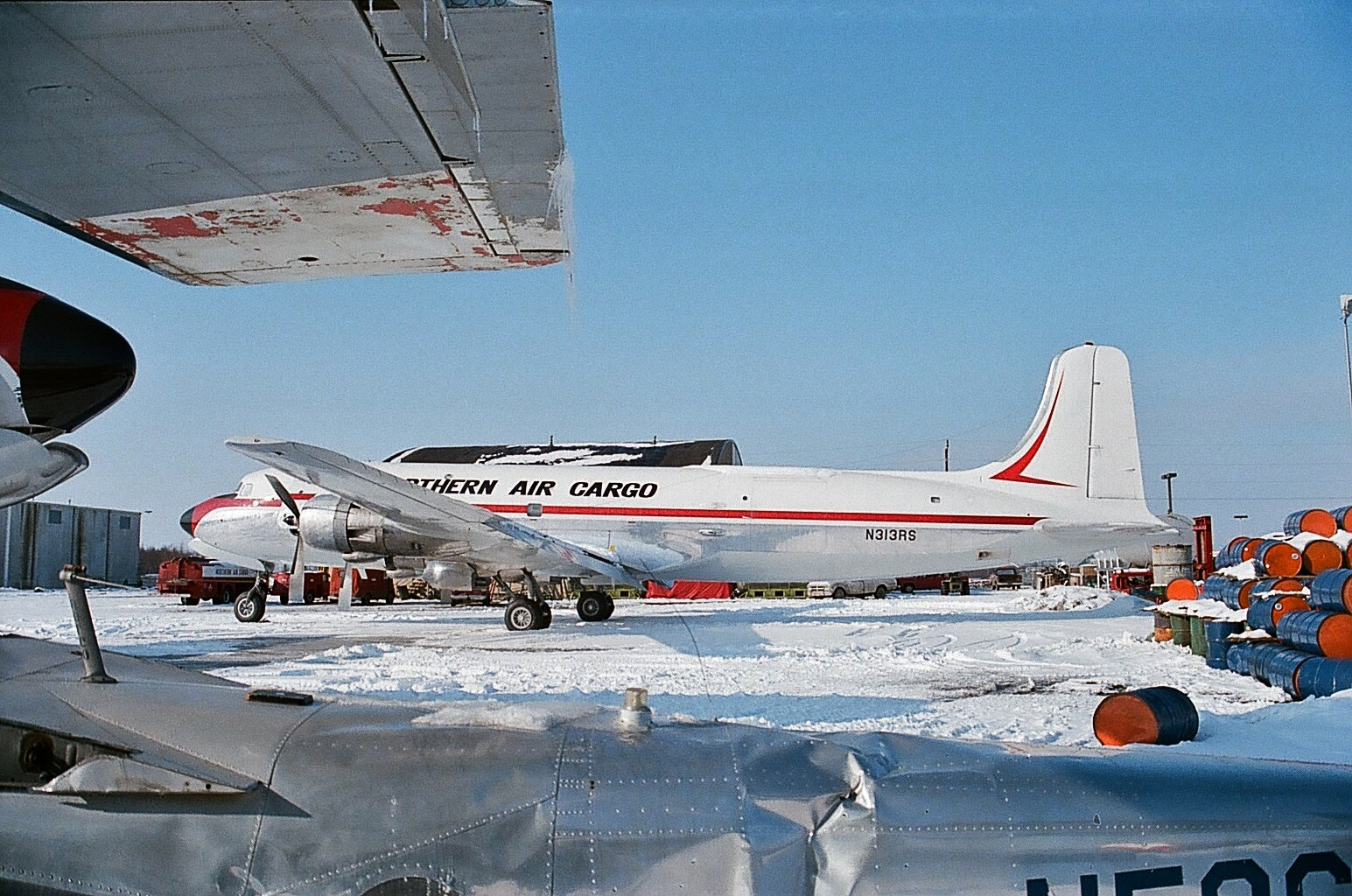
Die am 20. Juli 1996 verunglückte DC-6 der Northern Air Cargo, April 1985

- Am 20. Juli 1996 fing nach dem Start vom Flughafen Emmonak das Triebwerk Nummer 3 einer Douglas DC-6A der Northern Air Cargo Feuer (N313RS). Beim anschließenden Anflug zum Versuch einer Notlandung auf dem Flugplatz von Russian Mission brach die rechte Tragfläche ab, die Maschine kippte nach rechts und stürzte ab. Alle 4 Personen an Bord wurden getötet. Die Unfallursache ging auf Materialermüdung im Triebwerk und unzureichende Ausbildung der Piloten für Notsituationen zurück (siehe auch Northern-Air-Cargo-Flug 33).[2]